# 모토하시 다쿠미
모토하시 다쿠미(일본어: 本橋 卓巳, 1982년 8월 3일 ~ )는 일본의 전 축구 선수이다.

## 구단 경력
과거 요코하마 F. 마리노스, 쇼난 벨마레, 사간 도스, 몬테디오 야마가타, 도치기 SC에서 활동하였다.